# Sigurd Bröms
Sigurd Erik „Sigge“ Bröms (* 10. Januar 1932 in Leksand; † 13. Januar 2007 in Mora) war ein schwedischer Eishockeyspieler. 

## Karriere
Sigurd Bröms begann seine Karriere als Eishockeyspieler beim Leksands IF, für dessen Profimannschaft er zwischen 1948 und 1957 in der Division 1, der damals höchsten schwedischen Spielklasse, sowie der zweitklassigen Division 2 aktiv war. Anschließend verbrachte er ein Jahr beim Erstligisten GAIS Göteborg, ehe er für weitere vier Spielzeiten zu Leksands IF zurückkehrte. Von 1962 bis 1964 spielte der Angreifer für den Zweitligisten Bodens BK, ehe er ein weiteres Jahr bei seinem Stammverein Leksands IF in der Division 1 verbrachte. In der Saison 1965/66 stand er für den Mora IK in der Division 2 auf dem Eis. Anschließend beendete er seine Karriere im Alter von 32 Jahren. 

### International
Für Schweden nahm Bröms an den Olympischen Winterspielen 1956 in Cortina d’Ampezzo und 1960 in Squaw Valley teil. Zudem stand er im Aufgebot seines Landes bei den Weltmeisterschaften 1953, 1957 und 1958. Bei den Weltmeisterschaften 1953 und 1957 gewann er mit seiner Mannschaft jeweils die Goldmedaille. Als bestes europäisches Turnier wurde Schweden zudem beide Male Europameister. Bei der WM 1958 gewann er mit seiner Mannschaft die Bronzemedaille.   

## Erfolge und Auszeichnungen
- 1953 Goldmedaille bei der Weltmeisterschaft
- 1957 Goldmedaille bei der Weltmeisterschaft
- 1958 Bronzemedaille bei der Weltmeisterschaft